# Haris Tabaković
Haris Tabaković (ur. 20 czerwca 1994 w Grenchen) – bośniacki piłkarz szwajcarskiego pochedzenia, występujący na pozycji napastnika, w niemieckim klubie TSG Hoffenheim.